# معاملة المثليين في بارانا
يتمتع الاشخاص المثليون والمثليات ومزدوجو التوجه الجنسي والمتحولون جنسياً (اختصاراً: مجتمع الميم) في الولاية البرازيلية بارانا بالحقوق القانونية ذاتها التي يتمتع بها غيرهم من المغايرين جنسيا.

## الاعتراف القانوني بالعلاقات المثلية
في عام 2004، وقعت أول حالة للاعتراف قانونيا بالعلاقات المثلية في البرازيل وقعت بين شريكين ثنائيي الجنسية إنجليزي وبرازيلي. هذه السابقة القانونية شجعت الأزواج الآخرين على الزواج في جميع أنحاء البلاد. تم الاعتراف بعلاقتهم في شكل زواج القانون العام، والذي كان حتى ذلك الحين يمنح فقط للأزواج المغايرين. عاش الزوجان معًا لمدة 14 عامًا في مدينة كوريتيبا البرازيلية.
```
في 2 أبريل 2013، نشر مكتب العدل العام في بارايبا بالزواج بين الأزواج المثليين في الولاية، قضى القاضي مريلو ماركيو دا كونا راموس، بنشر عن «القرار (06/2013)» الذي يسمح بزواج المثليين.
[
2
]
```

## تبني المثليين للأطفال
في 14 مايو 2009، فاز أول زوجين مثليين في المحكمة بحق التبني في ولاية بارانا البرازيلية. غيّر قرار المحكمة الثانية للطفولة والشباب والتبني حياة الزوجين المثليين اللذين يعيشان في كوريتيبا. قبل عامين، حاول الزوجان المثليان تبني طفل. تمت الموافقة على طلبهم من قاضي قضى بأن الزوجين كانا يعيشان في اتحاد مستقر، وتمكنا من تربية طفل من الجنس والعمر في بيئة صحية.
في 27 أكتوبر 2010، أذن قاض من مدينة كاسكافل، بارانا، بتبني طفل يبلغ من العمر 8 سنوات مصاب بالشلل الدماغي من قبل زوجين مثليين عاشا معا لمدة اثني عشر عاما. وفقًا للقاضي سيرجيو لويز كروز، الذي منح طلب التبني بناءً على قرار محكمة العدل العليا، فإن هذا الترخيص لا رجعة فيه.
في 16 سبتمبر 2011، أذن قاض من مدينة مارينغا، بارانا بتبني طفلين من قبل زوجتين مثليتين.